# Paulo Fabio Máximo

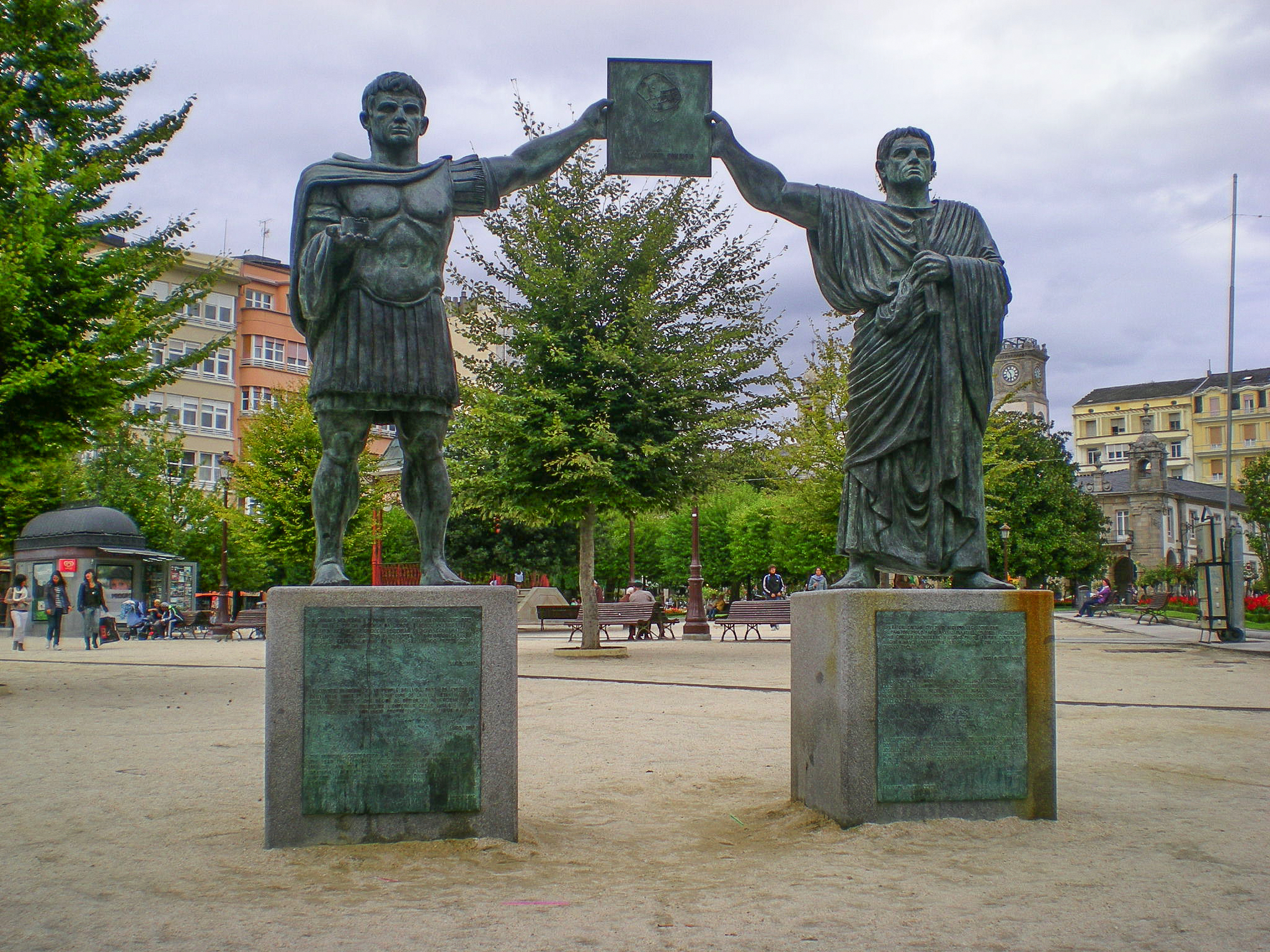
Paulo Fabio Máximo (izquierda) y César Augusto en la estatua erigida a los fundadores de la ciudad en la Plaza Mayor de Lugo.

Paulo Fabio Máximo (en latín, Paulus Fabius Maximus) fue un magistrado romano, hijo mayor del consular Quinto Fabio Máximo y hermano del también cónsul Africano Fabio Máximo.

## Carrera política
Siendo legado de César Augusto, en el año 12 a. C., participó en la reorganización política del noroeste de la península ibérica. Es el fundador de las ciudades de Lugo (Lucus Augusti)  y Braga (Bracara Augusta) de cuyo establecimiento se conservan aras fundacionales.
En el año 11 a. C. fue nombrado consul ordinarius junto con Quinto Elio Tuberón. Fue miembro del colegio de los pontífices y patrono de la colonia Hadria en el Piceno. Su carrera culminó con el proconsulado de Asia en 3 a. C.-2 a. C..
Los patricios de la Gens Fabia eran una de las familias más antiguas e ilustres de Roma, pero a finales de la República su estatus había comenzado a decaer. Ronald Syme señala que los Fabios "se habían perdido una generación en el consulado".